# Прощенко Станіслав Іванович
Станісла́в Іва́нович Про́щенко (позивний «Патріот»; 11 березня 1975, с. Талалаївка, Ніжинський район — 1 березня 2022 с. Дорогинка, Прилуцький район) — український підприємець, активіст, військовослужбовець. У 2014—2015 роках брав участь в антитерористичній операції на сході України. Один з організаторів оборони Ніжина в перші дні російського вторгнення у 2022 році.

## Життєпис
Станіслав Прощенко народився 11 квітня 1975 року у селі Талалаївка, Ніжинський район, Чернігівська область, Україна. Згодом з родиною переїхав у місто Ніжин, де закінчив школу.
У віці 18 років з 1993 по 1994 рік проходив строкову військову службу. Працював в торгівлі та з 1998 року займався підприємництвом.
Брав активну участь в громадській діяльності, починаючи з Євромайдану та Революції Гідності.
В кінці квітня 2014 року Станіслав мобізіувався до ЗСУ як доброволець.
Проходив службу в складі 41-го батальйону тероборони «Чернігів-2». Воював під Сватовим, у Красномі Лимані, Дебальцевому, Оленівці. Згодом під Гранітним та Старогнатівкою. Мав посаду замісника командира взводу.
У червні 2015 року Станіслав Прощенко був демобілізований.
У 2020 році у Відокремленому підрозділу НУБіП України «Ніжинський агротехнічний інститут» здобув кваліфікацію: з менеджменту, менеджер-адміністратор ступінь вищої освіти бакалавр напрям підготовки «Менеджмент».

### Громадська діяльність
Початоковою точкую активізму стає Євромайдан у 2013—2014 роках, де Станіслав Прощенко брав безпосередню участь.
Був одним із організаторів переходу з УПЦ МП до ПЦУ місцевих громад у Ніжинському районі. Підтримував молодіжну патріотичну громадську організацію «Дозір Крук».
У 2017 році співзаснував Громадську організацію "Ніжинська міськрайонна спілка ветеранів АТО «Патріот», був заступником голови правління. Організував музей АТО при місцевому ТЦК.
Також як волонтер допомагав з обладнанням та матеріалами для 95-ї десантно-шурмової бригади та інших частин ЗСУ.

### Повномасштабне вторгнення в Україну та загибель
24 лютого 2022 року розпочалось російське вторгнення в Україну. З першого ж дня повномасштабної війни, брав участь у військових діях. 24 лютого був призначений на посаду головного сержанта роти охорони Ніжинського районного територіального центру комплектування та соціальної підтримки. На цій посаді співорганізовував оборону Ніжина в перші дні вторгнення. 25 лютого під час бою з ворогом, отримав перше поранення.
1 березня 2022 року в стрілецькому бою з окупантами в селі Дорогинка, Прилуцького району, Чернігівської області від вогнепального поранення.

## Особисте життя
У 1998 році вступив у шлюб з Наталією Федорівною Андрущенко (Прощенко). Мав двох дітей: Ангеліну (1999) та Марка (2016).

## Нагороди

Всі нагороди Станіславу Прощенку.png

- Орден «Лицарський хрест добровольця»
- Орден «За мужність» ІІІ ступеня[9]
- Орден «За розбудову України»
- Нагрудний знак ЗСУ «За взірцевість у військовій службі» ІІІ ступеня
- Нагрудний знак ЗСУ «За взірцевість у військовій службі» ІІ ступеня
- Медаль «За гідність та патріотизм»
- Медаль «Волонтер України»
- Медаль ПЦУ «За жертовність і любов до України»

## Вшанування пам'яті
11 березня 2022 року на честь Станіслава Прощенко перейменована вулиця Московська на вулицю Станіслава Прощенка.
11 квітня 2022 року у Ніжині урочисто відкрито меморіальну дошку на честь воїна російсько-української війни Станіслава Прощенка.
В селі Дорогінка, де Станіслав Прощенко отримав смертельні поранення, на його честь було встановлено Козацький хрест.

## Галерея

Козацький хрест, де Станіслав Прощенко отримав смертельні поранення. с.Дорогінка
Могила Станіслава Прощенка на Кручанському кладовищі м.Ніжин
Мінометний заряд зі словами "За Станіслава Прощенка та Бредюка!!! це наша земля Підари!!!